# Lamon
Lamon é uma comuna italiana da região do Vêneto, província de Belluno, com cerca de 3.411 habitantes. Estende-se por uma área de 54 km², tendo uma densidade populacional de 63 hab/km². Faz fronteira com Arsiè, Canal San Bovo (TN), Castello Tesino (TN), Cinte Tesino (TN), Fonzaso, Sovramonte.

## Demografia
| Variação demográfica do município entre 1861 e 2011                               |
|                                                                                   |
| Fonte: Istituto Nazionale di Statistica (ISTAT) - Elaboração gráfica da Wikipedia |